# Ludwig von Estorff
Ludwig Gustav Adolf von Estorff (25 de diciembre de 1859 - 5 de octubre de 1943) fue un oficial militar alemán que sirvió notablemente como comandante de Schutztruppe en África; y después como general en el Ejército Imperial Alemán en la I Guerra Mundial. Fue condecorado con la Pour le Merite, la más alta condecoración militar de Alemania.

## Primeros años
Ludwig era el segundo vástago del posterior Mayor General Eggert Ludwig von Estorff (1831-1903) y de su esposa Julie Bernhardine, nacida von Witzendorff (1836-1902). En 1878, después de ser cadete en Berlín, Estorff fue comisionado en el Ejército prusiano como Teniente en el 31.º Regimiento de Infantería (1.º Turingio). En 1894, ahora como Hauptmann, abandonó el ejército para unirse al Schutztruppe del África del Sudoeste Alemana. Aquí pronto vería servicio en la Primera Rebelión de los Witbooi. Después de cinco años brevemente retornó a Alemania, y después reanudó el servicio en varias estaciones coloniales en el continente africano.

## Guerras herero
Renunció en 1903 pero se unió de nuevo al Schutztruppe al año siguiente y luchó en las guerras herero como comandante de batallón y regimental. En la batalla de Waterberg lideró una columna, y después se le ordenó perseguir a los hereros huidos a lo largo del desierto de Omaheke. Estorff fue muy crítico con el mando del General Lothar von Trotha y sus decisiones, tanto estratégicas como por razones éticas, que terminaron deliberadamente en el genocidio herero y namaqua. Sin embargo, siguió sus órdenes; participando así en las mismas. A principios de 1907 fue hecho comandante del Schutztruppe del África del Sudoeste Alemana. Inmediatamente cerró el temido campo de concentración de la isla de Shark, contra los deseos políticos locales, y recolocó los restos del pueblo nama en el continente. Estorff permaneció en su puesto hasta que finalmente se trasladó a Alemania en 1911. Los diarios, informes y correspondencia de Estorff durante su tiempo en África serían eventualmente recopilados y publicados póstumamente. Ahora, como Oberst en el Ejército Imperial Alemán, comandó el 92.º Regimiento de Infantería (Brunswick).

## Primera Guerra Mundial
Cuando empezó la Primera Guerra Mundial el Mayor General Estorff lideró una brigada en Francia y una vez más fue herido cuando una bala le destrozó su rodilla. Volvió al servicio en 1915 y fue hecho comandante de la 103.ª División de Infantería, conduciéndola en la campaña serbia. En 1916 comandó la 42.ª División de Infantería en el frente oriental, primero en Rumanía y después más al norte. Por sus servicios en esta última campaña Estorff recibió la Pour le Merite, la más alta condecoración de Alemania. Con su división que formaba parte del famoso 8.º Ejército, lideró a las fuerzas de desembarco en la Operación Albión, la exitosa operación anfibia para ocupar el archipiélago del oeste de Estonia. En marzo de 1918 asumió el mando del 60.º Cuerpo. En los días finales de la guerra era comandante en funciones del 8.º Ejército.

## Vida posterior
Después de la guerra sirvió como comandante final del prestigioso I Cuerpo y gobernador militar de Königsberg a lo largo de 1919. Fue retenido en el reducido Reichswehr y sirvió simultáneamente como comandante de una brigada, de distrito militar y comandante general. Durante el Putsch de Kapp anunció su apoyo al nuevo gobierno surgido del Putsch. Cuando el golpe fracasó y el legítimo gobierno de la República de Weimar fue restaurado, en consecuencia fue licenciado. No volvió a ver servicio pero en 1939, en una ola de promociones de brevets para conmemorar la batalla de Tannenberg, se le dio el carácter de General de Infantería.
Estorff murió en Uelzen el 5 de octubre de 1943.

## Obra publicada póstumamente
- Ludwig von Estorff (1968).  Kutscher, Christoph-Friedrich, ed. Geschrieben unter dem Kameldornbaum: Die Briefe und Berichte Ludwig von Estorffs aus dem alten Südwestafrika 1894-1903 (en alemán). Windhoek: Self-published (1968), Verlag John Meinert (1982). ISBN 9780620063272.
- Ludwig von Estorff (1968).  Kutscher, Christoph-Friedrich, ed. Wanderungen und Kämpfe in Südwestafrika, Ostafrika und Südafrika 1894-1910 (en alemán). Windhoek: Self-published (1968), Verlag John Meinert (1979). ISBN 9780620039291.